# Kathleen Maltzahn
Kathleen Maltzahn (nacida el 19 de septiembre de 1966) es una autora, académica y activista contra el trabajo sexual australiana. Es ex concejala de la ciudad de Yarra y fue candidata de los Verdes de Victoria para el escaño estatal de Richmond en las elecciones victorianas de 2010, 2014 y 2018.

## Biografía
Maltzahn nació en Morwell, Victoria. Cursó la secundaria en la zona este de Melbourne y obtuvo su Certificado de Bachillerato (HSC) en 1984. Al año siguiente, comenzó sus estudios en la Universidad de Melbourne y obtuvo su Licenciatura en Artes en 1988, regresando en 1996 para cursar un posgrado en Estudios de la Mujer.

## Trayectoria
Antes de entrar en política, Maltzahn ocupó cargos como directora interina del Centro de Derechos Humanos de Timor Oriental y directora fundadora de Project Respect, una organización dedicada a apoyar a las personas que se dedican a la prostitución y a luchar contra el tráfico sexual. En ese cargo, llevó a cabo con éxito una campaña para poner fin a la deportación obligatoria de las víctimas del tráfico, prestarles servicios de apoyo y mejorar la respuesta policial. En reconocimiento a sus esfuerzos, Project Respect ha ganado varios premios, entre ellos el Premio al Impacto Social de la primera edición de los Premios HESTA al Sector Comunitario de 2013.
De 2007 a 2010, Maltzahn fue directora ejecutiva de Women's Health in the North (WHIN), una organización que presta servicios a los municipios victorianos de Banyule, Darebin, Hume, Merri-bek, Nillumbik, Whittlesea y Yarra para mejorar la salud, la seguridad y el bienestar de las mujeres. En 2007, bajo el liderazgo de Maltzahn, WHIN se unió a varias organizaciones de salud de la mujer de Victoria para hacer campaña con éxito a favor de la Ley de Reforma de la Ley del Aborto de 2008 (Victoria). WHIN presentó un informe a la Comisión de Reforma Legislativa de Victoria titulado The Law of Abortion Information Paper (Documento informativo sobre la ley del aborto), que luego fue mencionado en el informe de la comisión al Parlamento de Victoria en 2008.
En 2008, Maltzahn escribió Trafficked, el primer libro que trata sobre la trata de personas en la industria del sexo en Australia, publicado por la editorial University of New South Wales Press, con ISBN 978-0-86840-913-9. Más tarde ese mismo año, Trafficked fue preseleccionado para el Premio de Literatura de No Ficción de los Premios de Derechos Humanos 2008 de la Comisión Australiana de Derechos Humanos.
Maltzahn fue presidenta de la Asociación Regional contra la Violencia Familiar de la Región Metropolitana Oriental (2011-2012) y subdirectora ejecutiva del Servicio contra la Violencia Doméstica Oriental (EDVOS) (2012-2013), donde supervisó la prestación de servicios directos a mujeres y niños que huían de la violencia y la defensa de sus derechos en una zona que abarca un millón de personas en el este de Melbourne. Más recientemente, ha trabajado en la Universidad de La Trobe investigando el juego en colaboración con organizaciones aborígenes y enseñando política social. Ha impartido clases de política social en varias universidades y TAFE de Melbourne.
En diciembre de 2021, Kathleen Maltzahn participó como ponente en un evento en línea titulado «Igualdad de género dentro y fuera de los tribunales: consentimiento afirmativo, justicia restaurativa y reforma de la legislación sobre agresiones sexuales», organizado por Gender Equity Victoria y Sexual Assault Services Victoria. En este evento se debatió el compromiso del Gobierno de Victoria de introducir un modelo de consentimiento afirmativo en las leyes sobre violación y agresión sexual, explorando las implicaciones para la igualdad de género, los profesionales de la prevención de la violencia y las víctimas supervivientes de violencia sexual.
Desde 2024, Maltzahn es directora ejecutiva de Sexual Assault Services Victoria, una destacada organización dedicada a abordar y prevenir las agresiones sexuales.

## Carrera política

### Política local
Maltzahn fue concejala del Partido Verde en la ciudad de Yarra entre 2004 y 2008, donde impulsó un mayor énfasis en la sostenibilidad, la justicia social y la limitación del desarrollo excesivo. Durante su mandato, presidió el Comité Asesor sobre Discapacidad (2004-2008), el Comité Asesor sobre Bicicletas (2006-2008) y el Comité de Finanzas y Servicios Humanos (2007-2008) del ayuntamiento. Tras la violación de una mujer en mayo de 2005, que tuvo lugar a pocos metros del ayuntamiento de Fitzroy, en la ciudad de Yarra, el consejo se basó en la experiencia y el liderazgo de Kathleen para formar el Grupo de Trabajo del Consejo para la Prevención de la Violencia Sexual Masculina contra las Mujeres, que reunió a los servicios locales de asistencia a víctimas de agresiones sexuales, las organizaciones de salud de la mujer, la policía de Victoria y el gobierno del estado de Victoria para aplicar medidas destinadas a prevenir la violencia sexual en la ciudad de Yarra.
En 2008, Maltzahn se presentó a las elecciones como candidata de los Verdes a la vicealcaldía del Ayuntamiento de Melbourne, junto con su compañero Adam Bandt, que se presentaba a la alcaldía. Bandt y Maltzahn quedaron en segundo lugar, por detrás del ganador Robert Doyle.

### Política estatal
El 3 de julio de 2009, Maltzahn fue preseleccionada como candidata de los Verdes para la Asamblea Legislativa de Victoria en el distrito de Richmond, en el centro de Melbourne, entonces ocupado por Richard Wynne, del Partido Laborista, en las próximas elecciones estatales de Victoria de 2010. En 2010, dimitió de su cargo de directora ejecutiva de WHIN para dedicarse activamente a la campaña. Maltzahn obtuvo el 28,4 % de los votos en las primarias y el 43,5 % de los votos preferenciales entre dos candidatos.
Maltzahn se presentó de nuevo como candidata de los Verdes por Richmond en las elecciones estatales de Victoria de 2014. Obtuvo un 4,5 % de cambio en el voto preferencial entre dos candidatos, terminando con el 48,1 % de los votos preferenciales entre dos candidatos, lo que convirtió a Richmond en un escaño marginal. En 2018, Maltzahn sufrió un cambio del 3,6 % en los votos preferenciales de dos candidatos, obteniendo el 44,5 % de los votos preferenciales de dos candidatos.

## Maltzahn y los modelos legales para la industria del sexo
Maltzahn apoya el enfoque del modelo nórdico para la prostitución, que despenaliza la venta de servicios sexuales y penaliza la compra de servicios sexuales.
El Partido Australiano del Sexo se opuso a las opiniones de Maltzahn sobre la industria del sexo y, posteriormente, se centró en el escaño de Maltzahn por sus opiniones sobre el trabajo sexual en las elecciones estatales de 2010, y recomendó a sus votantes que prefirieran al Partido Laborista por delante de los Verdes en las elecciones parciales a la Asamblea Legislativa de Victoria para el escaño de Melbourne el 21 de julio de 2012.
En mayo de 2018, después de que la rama victoriana del Partido Liberal aprobara una moción en apoyo del modelo sueco, Maltzahn declaró: «Si soy elegida para el parlamento estatal, votaré de acuerdo con la política de los Verdes de Victoria y votaré en contra del modelo nórdico, incluso si el Partido Liberal lo introduce. No me abstendré en la votación. Su agenda es contraria a las mujeres y yo he dedicado mi carrera a luchar por los derechos de las mujeres».
Maltzahn sigue siendo una figura controvertida debido a su postura sobre el tema y las trabajadoras sexuales continúan protestando contra ella en actos públicos, incluido el lanzamiento de la campaña electoral de los Verdes en 2018.

## Premios
En 2004, Kathleen Maltzahn recibió un premio a la investigación de la Universidad RMIT, junto con la Dra. Sallie Yea y Georgina Costello, por "Lucha contra la trata con fines de explotación sexual en Australia".
En 2005, fue galardonada con el primer premio Dame Phyllis Frost del Consejo Nacional de Mujeres de Victoria en reconocimiento a su labor contra la trata de personas.

## Publicaciones
- Artículos en The Age, The Guardian, The Saturday Paper, The Huffington Post, The Australian, The Courier Mail, The Drum y The Herald Sun.
- Placeres y riesgos asociados con el juego de bingo en una comunidad aborigen australiana: Lecciones para la formulación de políticas y la intervención, con Richard Vaughan, Tiffany Griffin, Darlene Thomas, Raelene Stephens, Mary Whiteside, Sarah Maclean, Journal of Gambling Studies, 2018
- Impactos del juego en los jóvenes aborígenes de Gippsland y East Gippsland, con Ashlee Robertson, Ann Briggs, Clare Haussegger, Mary Whiteside y Sarah MacLean, Cooperativa Aborigen de Gippsland y East Gippsland y Universidad La Trobe, 2018
- El juego en la comunidad aborigen de Sunraysia: un estudio exploratorio, con Richard Vaughan, Tiffany Griffin, Darlene Thomas, Raelene Stephens, Mary Whiteside y Sarah MacLean, Servicio Aborigen del Distrito de Mallee y Universidad La Trobe, 2017
- Capítulo de Global Muckraking: 100 años de periodismo de investigación en todo el mundo (New Press, 2014)
- "Trata de personas, salud mental y derechos humanos", con Louella Villadiego, en Salud mental y derechos humanos: Visión, praxis y valentía (Oxford University Press, 2012)
- Maltzahn, Kathleen (2008) Trafficked, Sídney, University of New South Wales Press,